# 大凯赖基
大凯赖基，是匈牙利豪伊杜-比豪尔州所辖的一个村。总面积37.27平方公里，总人口1193，人口密度32.0人/平方公里（2011年1月1日）。